# Burg Baach
Die Burg Baach, auch Bach genannt, ist eine abgegangene Höhenburg auf 618,4 m ü. NN bei Baach, einem Ortsteil der Gemeinde Zwiefalten im Landkreis Reutlingen in Baden-Württemberg.

## Lage
Der sogenannte Schlossberg befindet sich am südlichen Rand der Zwiefalter Aach, südlich von Zwiefalten und westlich des Ortsteiles Baach auf der Kuppe eines ca. 90 m gegen den Talgrund vorspringenden Sporns.

## Geschichte
Von der Burg sind kaum geschichtliche Zeugnisse bekannt.
Der 1188 mit Ulrich von Baach, 1269, 1306 und 1336 mit Konrad von Baach nachweisbare Ortsadel der Herren von Baach wird mit der Burg in Verbindung gebracht. 1426/1429 wird der Platz schon als Burgstall verzeichnet. Von der ehemaligen Burganlage sind noch der Wall, Halsgraben, Zwingermauerreste, eine Turmstelle und das Burgplateau erhalten.

## Beschreibung
Der Burgstall hat die Form eines etwa 60 auf 50 m langen Rechteckes, dessen eine nördliche Ecke entsprechend der Geländekante zum Tal stark abgeschrägt ist. Der nach Westen gegen das Plateau verlaufende Halsgraben, nur noch verflacht erkennbar, deckte die schmalere westliche Zugangsseite. Er ist burgseitig durch einen Wall verstärkt, von dem deutliche Schuttreste auf seine Funktion als Burgmauer hindeuten. Von der umlaufenden Burgmauer sind an allen Seiten noch kleine Reste zu erfassen. Nach Süden könnte ein schmaler nur 5 m breiter Zwinger einer Längsseite vorgelagert gewesen sein, Mauerschutt einer Zwingermauer sind zu erkennen. Ein runder Turm wird in der Ostecke angenommen, auf den eine Bodenaushöhlung hinweisen soll. Der Turm muss in die Burgmauer integriert gewesen sein. Eine Innenbebauung lässt sich oberflächlich nicht feststellen. Archäologische Untersuchungen fanden wohl noch nicht statt.

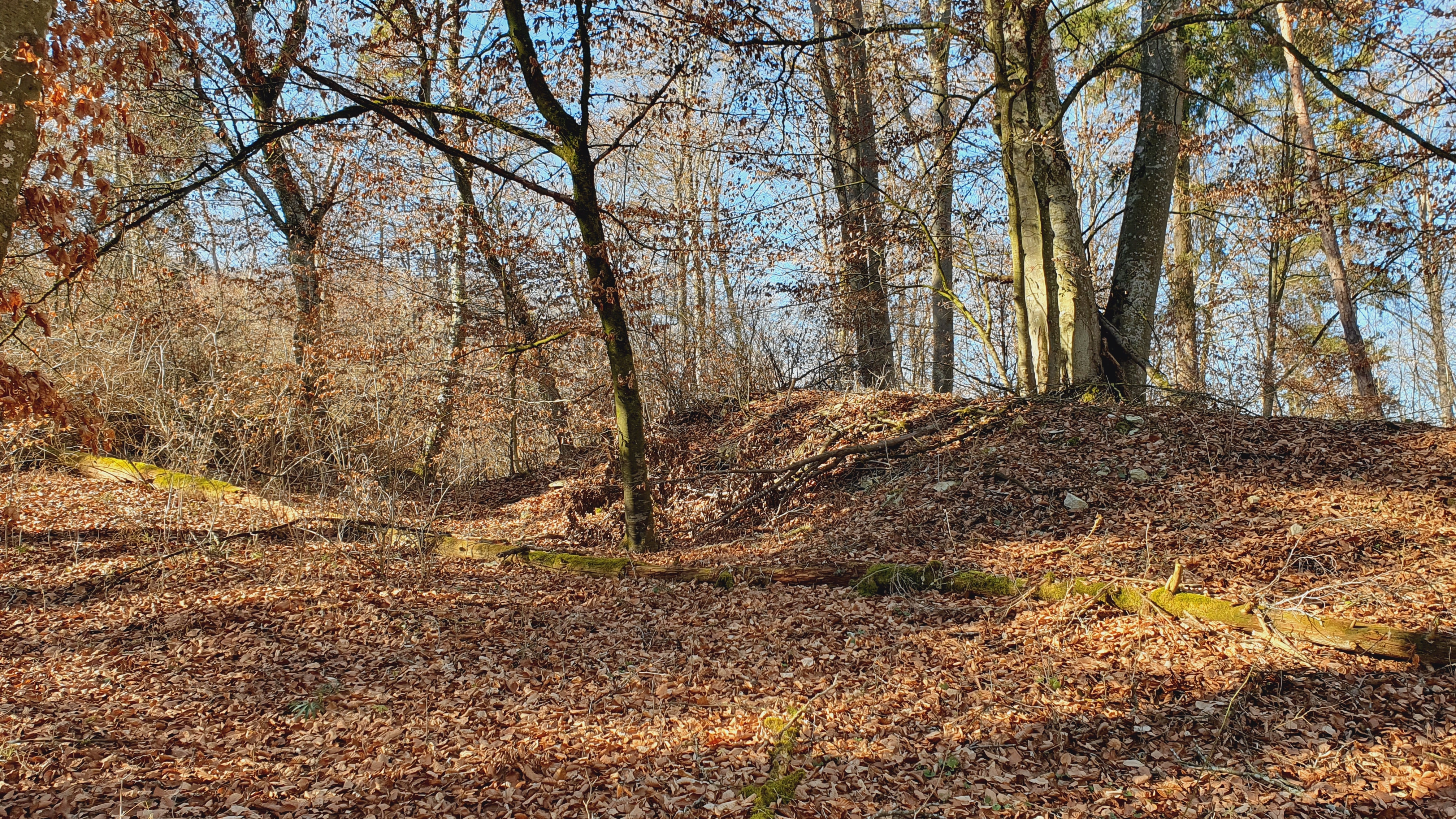
Reste von Burggraben und Vorwall
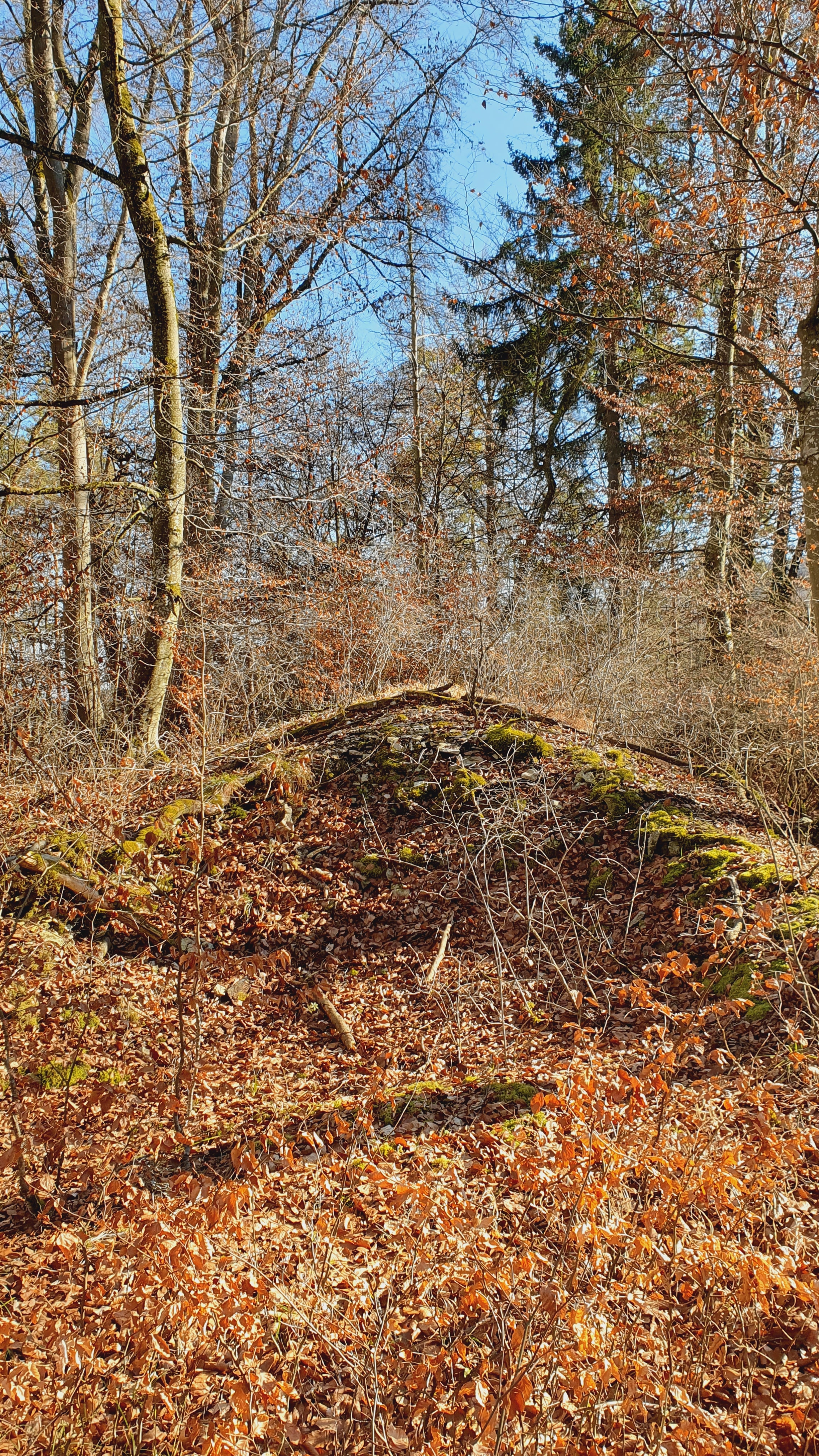
Steinerne Wallreste
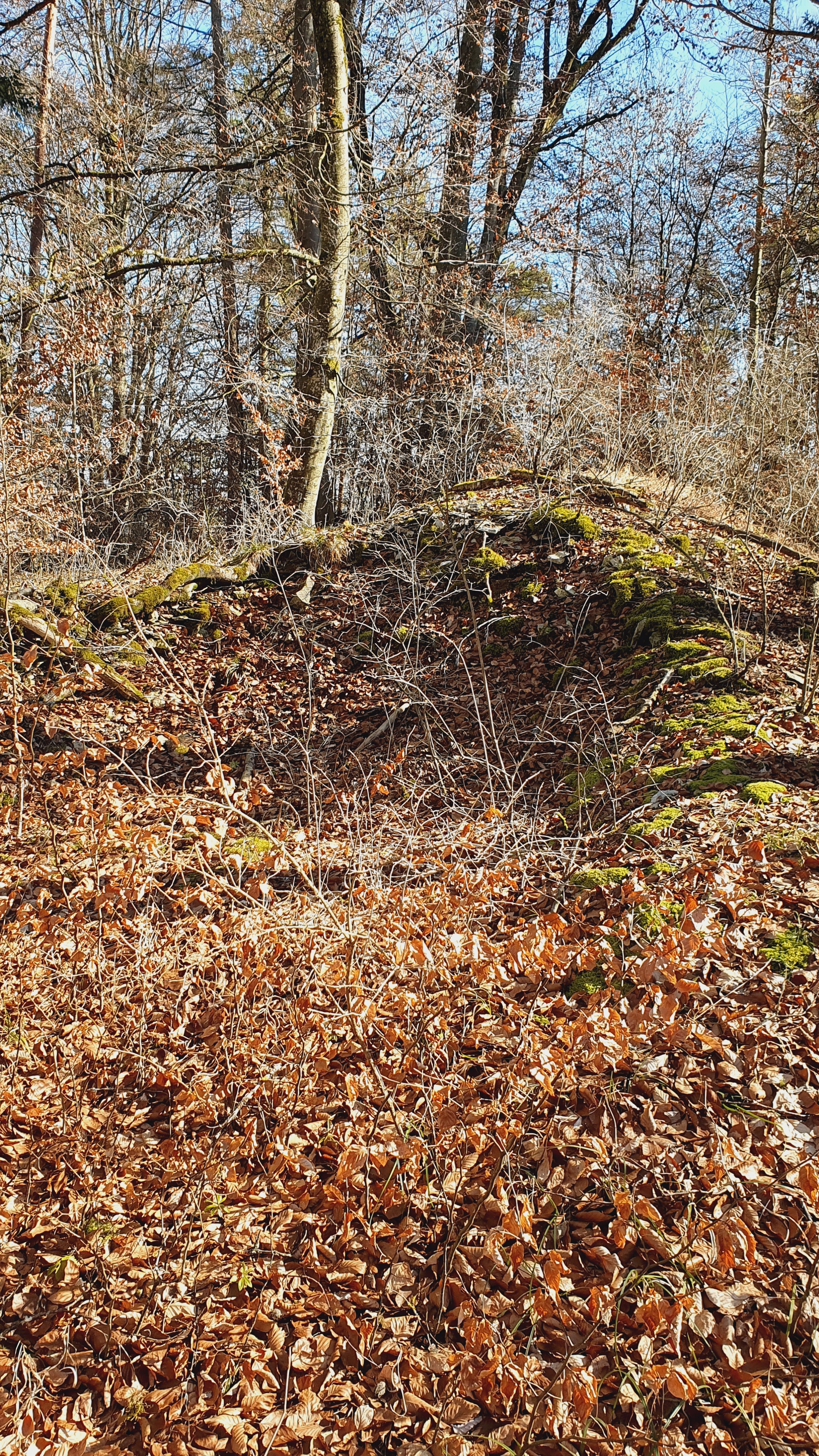
Möglicher Turmrest im Wallbereich